# .am
.am este un domeniu de internet de nivel superior, pentru Armenia (ccTLD).